# Латышево (Донецкая область)
Латышево (укр. Латишеве) — село на Украине, находится в Шахтёрском районе Донецкой области. Под контролем самопровозглашённой Донецкой Народной Республики.

## География

#### Соседние населённые пункты по странам света
С: Никифорово, Рассыпное, Бражино, Горняцкое
СЗ: Первомайское, Лиманчук
СВ: Зрубное, Передериево
З: Первомайский, Победа
В: Дмитровка
ЮЗ: Степановка
ЮВ: Красная Заря, Кожевня
Ю: Мариновка

## Население
Население по переписи 2001 года составляло 300 человек.

## Общие сведения
Код КОАТУУ — 1425282306. Почтовый индекс — 86200. Телефонный код — О6255.

## Адрес местного совета
86262, Донецкая область, Шахтёрский р-н, с. Дмитровка, ул. Центральная, 46; тел. 97-1-42.